# سيغريد ويجل
سيغريد ويجل (بالألمانية: Sigrid Weigel)‏ (و. 1950 – م) هي بروفيسورة، من ألمانيا، ولدت في هامبورغ، و جمعية اللغة الحديثة.

## التعليم
تعلمت في جامعة هامبورغ.

## مناصب وهيئات
أدارت معهد برلين للتكنولوجيا، وجامعة هامبورغ.

## جوائز
حصلت على جوائز منها:
- جائزة أبي واربورغ (2016)
- Martin Warnke Medal  [لغات أخرى]‏ (1999).

## روابط خارجية
- سيغريد ويجل على موقع IMDb (الإنجليزية)